# Escut de Vimbodí i Poblet
L'escut oficial de Vimbodí i Poblet té el següent blasonament:
Escut caironat: d'or, una bóta de gules ajaçada sobremuntada un sarment pampolat de 2 pàmpols de sinople i fruitat d'un raïm de propra. Per timbre, una corona mural de vila.

## Història
Va ser aprovat el 23 de juliol de 1985.
El raïm i la bóta són elements parlants tradicionals, al·lusius al "vi" del nom de la vila de Vimbodí, cap del municipi. De fet, el raïm és el conreu principal de la localitat.